# آرتور سارنوف
آرتور سارنوف (به انگلیسی: Arthur Sarnoff) (متولد ۱۹۱۲ در بروکلین ،  درگذشت ۲۰۰۰ در بوکا راتون ، فلوریدا) یک تصویرگر آمریکایی بود. پیش از کار به عنوان تصویرگر ، سارنوف در دانشکده صنعتی و مدرسه بزرگ هنر مرکزی در شهر نیویورک تحصیل کرد.  او عضو انجمن تصویرگران بود و آثار خود را به‌طور گسترده در آکادمی ملی طراحی به نمایش گذاشته بود.